# 陳壽彝
陳壽彝（1934年—2012年10月22日），臺灣臺南人，傳統彩繪藝術家，本名陳金鐘，又號比南齋主，於2010年11月9日與2012年9月3日先後被公告為「傳統藝術」、「重要傳統藝術」的保存者，後於2012年10月22日凌晨六點逝世。
他是臺南傳統彩繪名師陳玉峰長子，與表兄蔡草如皆師承自其父親，在大天后宮住家開設了工作室。

## 生平
陳壽彝在就讀明治國民學校（今成功國小）時開始嶄露繪畫天分，後來因為戰爭緣故學業中輟，接受父親陳玉峰的教導，專心於繪畫上。而後他受到表兄蔡草如影響，鼓勵他學習西洋畫而不要受傳統拘束，於是陳壽彝在工作之於寫生並投稿，最後以〈獨立山〉一作入選第10屆省展，不過陳玉峰對他參展之事並不認同，認為會妨礙到「正事」。

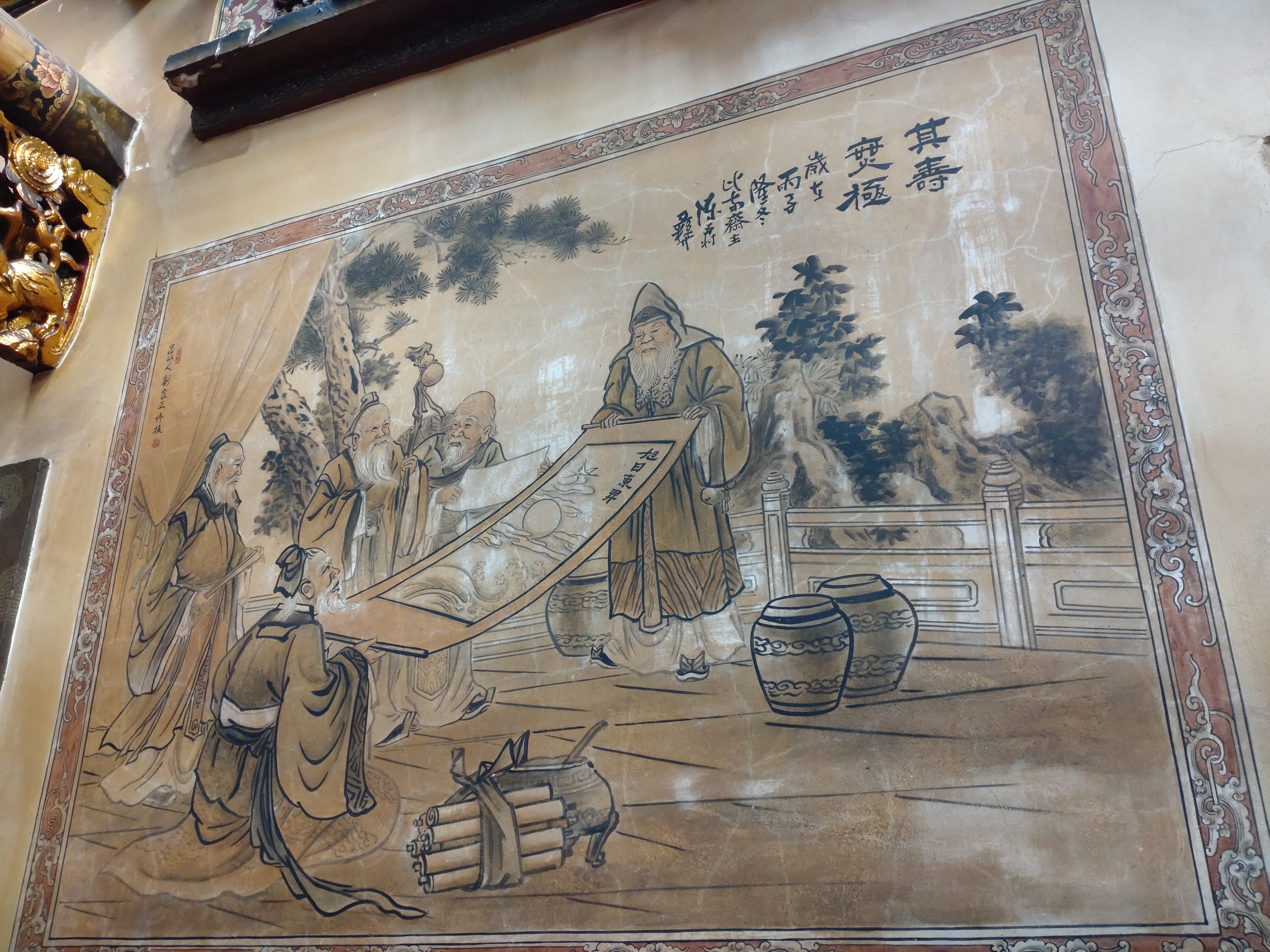
大稻埕霞海城隍廟〈其壽無極〉壁畫

在30歲時，陳玉峰因肝疾病逝後，陳壽彝繼承父業，承接寺廟彩畫，台南總趕宮與台北艋舺龍山寺的彩畫工程，都是他獨當一面後的第一個佳作。
自1980年代淡出廟宇彩繪界後，致力創作，並大量吸收西方科技汲取靈感，其中描繪苗族生活的〈母子〉之作，曾獲得第四十屆全省美獎第一名。1994年獲民族藝術彩繪薪傳獎，1995年擔任全省美展評審委員。
2012年，獲頒文化部「傳統建築彩繪重要保存人」前夕，陳壽彝突然過世，享壽78歲。
與父親同時列名台南市藝文類歷史名人，父子故居在2007年由台南市文化局正式掛上紀念牌。

## 作品

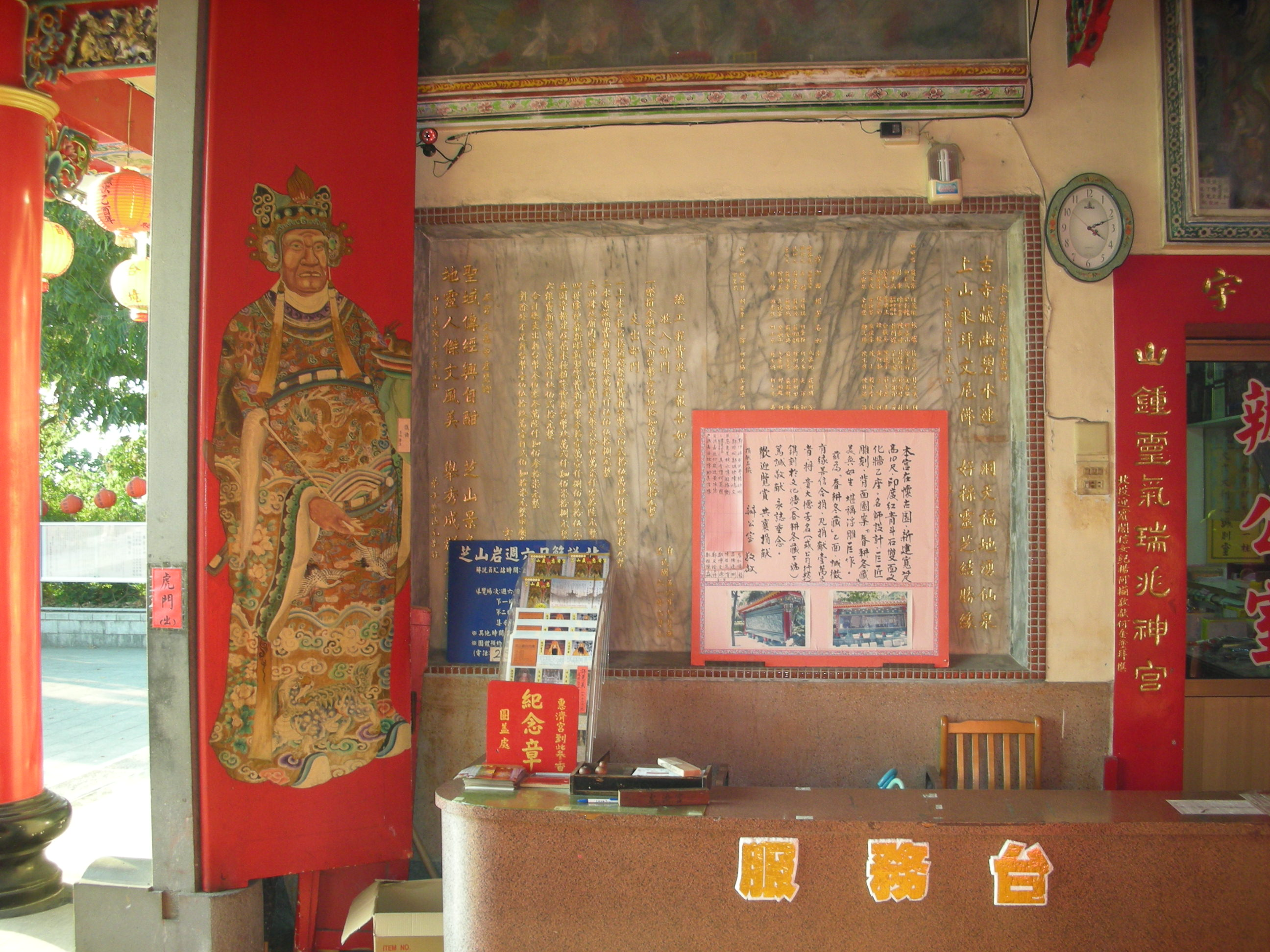
芝山巖惠濟宮門神

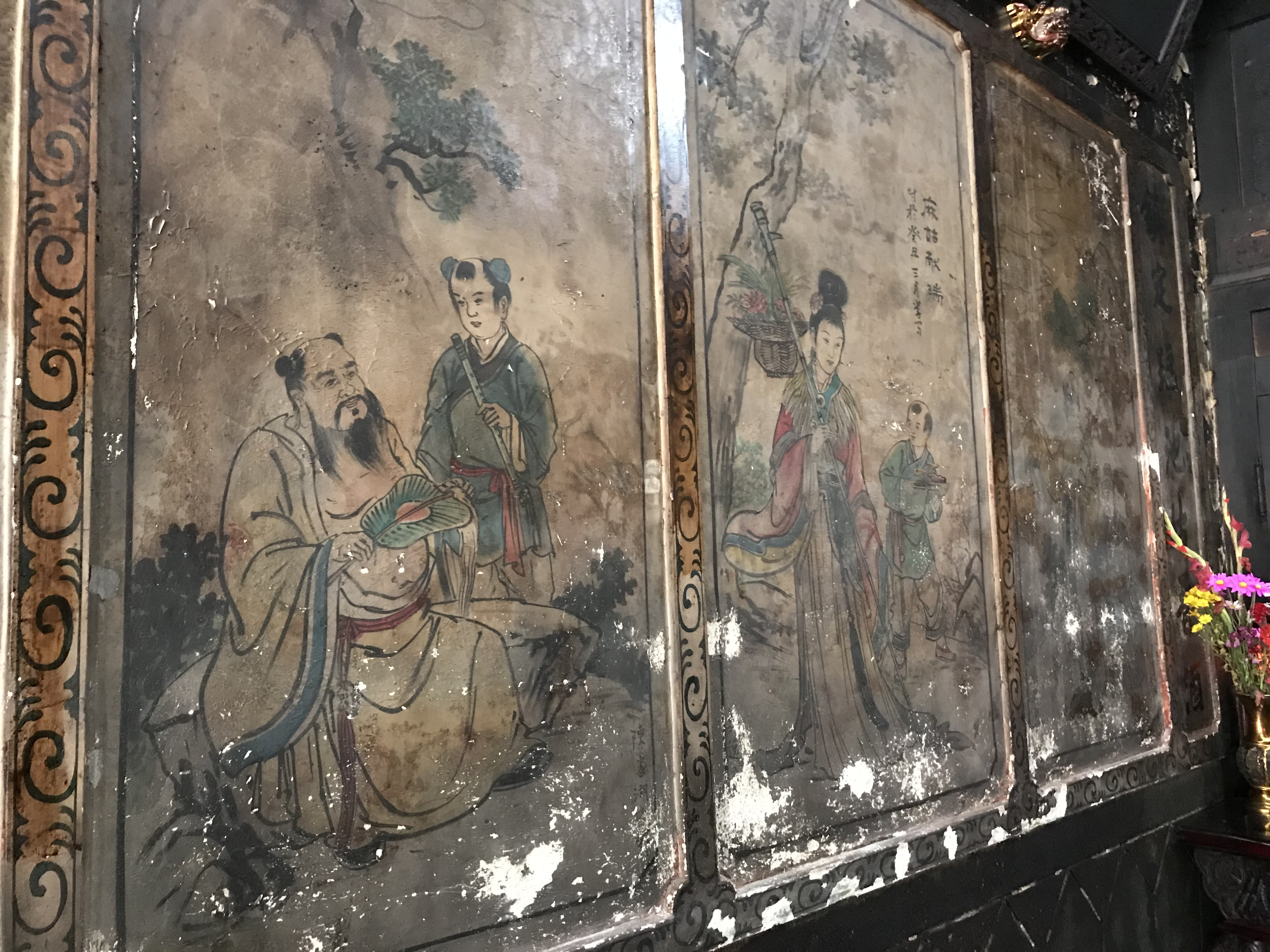
北港鎮安宮壁畫

- 台南總趕宮
- 台南興濟宮
- 台南祀典武廟
- 台南孔廟
- 安平城隍廟
- 西港慶安宮
- 嘉義慈濟宮
- 北港朝天宮
- 北港鎮安宮
- 艋舺龍山寺
- 艋舺祖師廟
- 新莊慈祐宮
- 芝山巖惠濟宮
- 舺祖祖
- 彰德祠
- 奠濟宮
- 阿蓮薦善堂